# Società Sportiva Molfetta 1951-1952
Questa voce raccoglie le informazioni riguardanti la Società Sportiva Molfetta nelle competizioni ufficiali della stagione 1951-1952.

## Rosa
| N. |                   | Ruolo | Calciatore         |
| -- | ----------------- | ----- | ------------------ |
|    | Italia (bandiera) | D     | Onofrio Annese     |
|    | Italia (bandiera) | P     | P. Di Pinto        |
|    | Italia (bandiera) | A     | Onofrio Fusco      |
|    | Italia (bandiera) | C     | Paolo Giammarco    |
|    | Italia (bandiera) | C     | Domenico La Forgia |
|    | Italia (bandiera) | A     | Giorgio Marconi    |
|    | Italia (bandiera) | D     | P. Mastrangelo     |
|    | Italia (bandiera) | C     | F. Mastropascqua   |

| N. |                   | Ruolo | Calciatore               |
| -- | ----------------- | ----- | ------------------------ |
|    | Italia (bandiera) | A     | Alberto Milli (capitano) |
|    | Italia (bandiera) | A     | Michele Minervini        |
|    | Italia (bandiera) | C     | Vito Montrone            |
|    | Italia (bandiera) | C     | Tristano Pangaro         |
|    | Italia (bandiera) | D     | Antonio Parmeggiani      |
|    | Italia (bandiera) | C     | Pasquale Trabucco        |
|    | Italia (bandiera) | A     | D. Zilli                 |